# Kornephoros
Kornephoros (Beta d'Hèrcules / β Herculis) és un estel de magnitud aparent +2,78, el més lluent de la Constel·lació d'Hèrcules.

## Nom
El nom de Kornephoros prové del grec i significa «el portador del garrot». També rep el nom, menys utilitzat, de Rutilicus, que comparteix amb l'estel Zeta Herculis. Rutilicus procedeix de rutellum, diminutiu de rutrum, un instrument esmolat utilitzat en l'Antiga Roma en l'agricultura o en la guerra, que Hèrcules porta amb ell en algunes de les primeres representacions.

## Característiques físiques
Kornephoros és un estrella gegant groga de tipus espectral G8III distant 148 anys llum del sistema solar, la temperatura superficial de la qual és de 4.967 K. La seva lluminositat és 175 vegades major que la lluminositat solar i el seu diàmetre és unes 20 vegades major que el del Sol. Posseeix una metal·licitat inferior a la solar, sent el seu contingut relatiu de ferro el 54% del que té el Sol. Igual que altres gegants, gira lentament sobre si mateixa, havent-se mesurat una velocitat de rotació projectada de 3,4 ± 1,0 km/s. És una font notable de rajos X, cosa que implica certa activitat magnètica. Amb el triple de massa que el Sol, la seva edat s'estima en uns 440 milions d'anys; va iniciar la seva vida sent un estel de tipus B similar a com és avui Zubeneschamali (β Librae).
Kornephoros és un estel binari la component secundària del qual és invisible, havent estat detectada per l'efecte gravitatori que exerceix sobre l'estel principal. La massa de l'estel acompanyant probablement és un poc superior a la del Sol.